# OpenOffice Base
OpenOffice Base — застосунок з офісного пакету OpenOffice, починаючи з версії 2.0, який є модулем роботи з базами даних. На теперішній час він являє собою відкриту реляційну систему управління базами даних HSQLDB, написану на Java.
Проте, розробники HSQLDB заявили, що не всі поставлені перед ними задачі розв'язані в поточній версії продукту. І тому користувачі OpenOffice.org часто надають перевагу використанню OpenOffice.org Base в спосіб підключення до стабільних баз даних, таких як MySQL, PostgreSQL або навіть Oracle через інтерфейс ODBC чи JDBC.
OpenOffice Base має графічний інтерфейс користувача (GUI) для доступу і перегляду даних, редактор таблиць і запитів. Крім того, OpenOffice.org Base має свій власний конструктор форм.
Починаючи з версії 2.3, Base має інструмент створення звітів на основі програмного забезпечення Pentaho.
Продукт випущений під ліцензією GNU Lesser General Public Licence, відтак Base є вільним програмним забезпеченням.

## Дивись також
- HSQLDB
- Kexi

## Виноски
1. ↑  Report Designer will extend the Database Application. Архів оригіналу за 22 травня 2007. Процитовано 29 квітня 2008.